# Helioskop
Helioskop (av grek. ηλιος helios, sol) är ett instrument för att betrakta solen. 
Helioskopet består av ett teleskop där okularet har ersatts av en lins som projicerar en bild av solen på ett vitt papper i ett mörklagt rum. Härigenom kan solen och solfläckar studeras utan risk för ögonskador.
Instrumentet utvecklades i början av 1600-talet av flera astronomer, somliga i samarbete, andra i enskildhet. Bland namnen finns Galileo Galilei, Benedetto Castelli, Robert Hooke, Christoph Scheiner, Thomas Harriot samt David och Johannes Fabricius. 
Mellan Galilei och Scheiner utvecklades en bitter prioritetsstrid, utan deras kännedom om att far och son Fabricius redan tidigare publicerat sin konstruktion.